# 海恩斯鎮區 (北達科他州基德縣)
海恩斯鎮區（英語：Haynes Township）是位於美國北達科他州基德縣的一個鎮區。

## 地方資料
海恩斯鎮區的面積為92.83平方千米，當中陸地面積為88.95平方千米，而水域面積為3.88平方千米。根據2020年美國人口普查的數據，當地共有人口24人，而人口密度為每平方千米0.26人。